# Ceinture verte (Royaume-Uni)
Pour les articles homonymes, voir Ceinture verte.
Dans l'urbanisme britannique, la ceinture verte (Green belt) est un concept créé pour contrôler la croissance des villes, tout d'abord appliqué à Londres par le ministre de l'aménagement Duncan Sandys. L'idée de la « ceinture verte » (comme, en France, celle de « coulée verte ») est d'entourer une agglomération d'une zone non-bâtie, où l'urbanisation sera limitée, afin de maintenir un espace où l'agriculture, les forêts et les loisirs de plein air pourront se développer. Le but principal de la politique des ceintures vertes est d'empêcher l'étalement urbain. 

## Ceintures vertes en Angleterre
En 2003, 16 766 km², soit 13 % du territoire anglais, sont protégés par 14 ceintures vertes. 
| Superficie (km²) |                                                                             |
| 5 133            | Londres (Metropolitan Green Belt)                                           |
| 2 578            | Nord-Ouest (Merseyside et le Grand Manchester)                              |
| 2 556            | Yorkshire du Sud et Yorkshire de l'Ouest                                    |
| 2 315            | Midlands de l'Ouest                                                         |
| 825              | Sud-ouest du Hampshire et sud-est du Dorset (Bournemouth/Poole, New Forest) |
| 688              | Avon (Bristol et Bath)                                                      |
| 663              | Tyne et Wear                                                                |
| 618              | Nottingham and Derby                                                        |
| 441              | Stoke-on-Trent                                                              |
| 350              | Oxford                                                                      |
| 267              | Cambridge                                                                   |
| 262              | York                                                                        |
| 70               | Gloucester et Cheltenham                                                    |
| 0,7              | Burton upon Trent et Swadlincote                                            |
| 16 766 (total)   |                                                                             |